# 미쓰호촌
미즈호촌(満穂村)은 에히메현 기타군에 설치된 촌이다. 